# Pygoleptura carbonata
Pygoleptura carbonata är en skalbaggsart som först beskrevs av Leconte 1861.  Pygoleptura carbonata ingår i släktet Pygoleptura och familjen långhorningar. Inga underarter finns listade i Catalogue of Life.